# Acer Iconia Tab A100
Acer Iconia Tab A100 — планшетный компьютер от компании Acer, работающий под управлением операционной системы, разработанной корпорацией Google, Android 3.2 (Honeycomb).

## История
Впервые компания Acer представила планшет Acer Iconia Tab A100 в конце лета 2011 года, он позиционировался как дочерняя модель Acer Iconia Tab A500. Основные отличия моделей — меньшая диагональ дисплея — 7 против 10 у A500 и корпус, выполненный из пластика вместо металла. Средняя цена на устройство по России на сегодняшний день составляет 9.000 рублей.

## Аппаратное обеспечение
Задняя стенка планшета выполнена в классическом для компании Acer стиле: стилизация под грубо обработанный пластик с довольно крупными углублениями. Основная задача такого покрытия — скрыть отпечатки пальцев. Физическая клавиатура отсутствует (ёмкостный сенсорный экран). Диагональ LCD-экрана — 7, а его разрешающая способность 1024x600 px. Работой планшета управляет двухъядерный процессор с частотой 1 ГГц (NVIDIA Tegra250: ARM Cortex A9 MPCore), объем оперативной памяти — 1 Гбайт.
Объём встроенной флеш-памяти составляет 8 или 16 Гбайт. По словам разработчиков, большего объема памяти такому планшету не нужно. Iconia Tab 100 укомплектован динамиками, микрофоном, двумя камерами, одна из них фронтальная — веб-камера на 2 Mpx, и вторая — 5 Mpx, оснащенная LED-вспышкой. Дополнительно установлен модуль GPS, датчики поворота дисплея и освещённости.
Стандартный USB-порт заменен на micro USB 2.0. Также на боковой панели расположен выход mini-jack на 3,5 мм, а также кнопка включения планшета. Нижняя сторона оснащена динамиками, отверстием с кнопкой Reset, micro-HDMI, а также разъем под зарядное устройство.
На второй боковой панели находится регулятор громкости, кнопка, блокирующая смену ориентации дисплея и слот под карты формата micro-SD с защитной заглушкой.

## Программное обеспечение
В планшете Acer Iconia Tab A100 по умолчанию предустановлена операционная система Android 3.2. (Honeycomb). Интерфейс ОС интуитивно понятен пользователям. Новый режим «zoom to fill» позволяет приложениям обрабатывать изображения в небольшом разрешении, а после этого растягивать на весь экран. Это дает возможность запускать приложения для телефонов в разрешении, поддерживаемом планшетом.

## Критика
Фотографии получаются очень низкого качества, как и у более старшей модели. Разработчики сэкономили на матрице, вместо современных MVA, установили TN-матрицу. Несмотря на это качество изображения высокое, контрастность хорошая, цветопередача на высоком уровне. Главный недостаток такой матрицы — небольшой угол обзора. Изображения телефонных приложений расплывчатое из-за искусственного увеличения их размеров. Пластиковый корпус существенно снижает прочность устройства, однако, за счет такого решения вес планшета снизился до 400 грамм. Быстро садится батарея.